# 鸦科
鸦科（学名：Corvidae）是鸟纲雀形目中的一个科，共23属和超过120种。总的来说鸦科包括乌鸦、渡鸦、秃鼻乌鸦、穴乌、喜鹊、树鹊、灰鸟、小嘴乌鸦、大嘴乌鸦等鸟类。

## 历史上和目前的分类
最早的已知的鸦科化石来自1700万年前的中新世中期。（页面存档备份，存于）。鸦属的种类占整个科的物种的三分之一以上。鸦科起源于澳大利亚并从那里普及到世界各地。
与鸦科亲缘关系较近的科有伯劳科和极乐鸟科。
物种列表如下：
- 山鸦
  - 山鸦属 
    - 黄嘴山鸦 
    - 红嘴山鸦
- 树鹊
  - 盘尾树鹊属 
    - 黑头树鹊 
    - 盘尾树鹊 

  - 树鹊属 
    - 安达曼树鹊 
    - 加里曼丹树鹊 
    - 灰树鹊 
    - 黑额树鹊 
    - 白腹树鹊 
    - 马来树鹊 
    - 棕腹树鹊 

  - 白翅鹊属 
    - 白翅鹊 

  - 塔尾树鹊属 
    - 塔尾树鹊
- 绿鹊、蓝鹊
  - 绿鹊属 
    - 蓝绿鹊 
    - 黄胸绿鹊 
    - 短尾绿鹊 

  - 蓝鹊属 
    - 台湾蓝鹊 
    - 红嘴蓝鹊 
    - 黄嘴蓝鹊 
    - 斯里兰卡蓝鹊 
    - 白翅蓝鹊
- 旧大陆松鸦
  - 松鸦属 
    - 松鸦 
    - 黑头松鸦 
    - 琉球松鸦 

  - 地鸦属 
    - 白尾地鸦 
    - 黑尾地鸦 
    - 里海地鸦 
    - 波斯地鸦 

  - 须嘴鸦属 
    - 须嘴鸦
- 灰丛鸦
  - 灰丛鸦属 
    - 灰丛鸦
- 星鸦
  - 星鸦属 
    - 星鸦 
    - 北美星鸦
- 喜鹊
  - 喜鹊属 
    - 黑嘴喜鹊 
    - 黄嘴喜鹊 
    - 欧亚喜鹊 
    - 普通喜鹊
- 真鸦（乌鸦、渡鸦、寒鸦和秃鼻乌鸦）
  - 鸦属 
    - 澳大利亚和美拉尼西亚物种
      - 小嘴鸦 
      - 澳洲渡鸦 
      - 棕头乌鸦 
      - 布岛乌鸦 
      - 小渡鸦 
      - 新喀鸦 
      - 澳洲鸦 
      - 林渡鸦 
        - 遗渡鸦 

      - 灰乌鸦 
      - 长嘴乌鸦 
      - 白嘴乌鸦 

    - 太平洋岛屿物种
      - 夏威夷乌鸦 
      - 关岛乌鸦 

    - 热带亚洲物种
      - 达乌里寒鸦 
      - 细嘴乌鸦 
      - 佛罗乌鸦 
      - 大嘴乌鸦 
        - 丛林鸦 

      - 家鸦 
      - 白颈鸦 
      - 苏拉乌鸦 
      - 邦盖乌鸦 

    - 欧洲和北非物种
      - 小嘴乌鸦 

      - 秃鼻乌鸦 
      - 寒鸦 
      - 扇尾渡鸦 
      - 褐颈渡鸦 

    - 全北区物种
      - 渡鸦 
        - [Corvus corax varius morpha leucophaeus] 错误：{{Lang}}：文本有斜体标记（帮助）（已绝灭的色变种）

    - 北美和中美物种
      - 短嘴鸦 
      - 北美乌鸦 
      - 白颈渡鸦 
      - 墨西哥乌鸦 
      - 牙买加乌鸦 
      - 美洲白颈鸦 
      - 古巴鸦 
      - 鱼鸦 
      - 棕榈鸦 
      - 西纳劳乌鸦 

    - 热带非洲物种
      - 非洲渡鸦 
      - 非洲白颈鸦 
      - 海角鸦 
      - 厚嘴渡鸦 
      - 索马里鸦
- 灰喜鹊
  - 灰喜鹊属 
    - 灰喜鹊
- 噪鸦
  - 噪鸦属 
    - 灰噪鸦 
    - 北噪鸦 
    - 黑头噪鸦
- 新大陆松鸦
  - 丛鸦属 
    - 西丛鸦 
    - 丛鸦 
    - 圣岛丛鸦 
    - 灰胸丛鸦 
    - 纯色丛鸦 

  - 鹊鸦属 
    - 黑喉鹊鸦 
    - 白喉鹊鸦 

  - 冠蓝鸦属 
    - 冠蓝鸦 
    - 暗冠蓝鸦 

  - 蓝鸦属 
    - 黑胸蓝鸦 
    - 紫背冠鸦 
    - 青蓝鸦 
    - 白颈蓝鸦 
    - 绒冠蓝鸦 
    - 卷冠蓝鸦 
    - 淡紫蓝鸦 
    - 白枕蓝鸦 
    - 簇蓝鸦 
    - 蓝枕蓝鸦 
    - 浓冠鸦 
    - 褐鸦 
    - 白尾蓝鸦 
    - 黑蓝冠鸦 
    - 紫蓝鸦 
    - 绿蓝鸦 
    - 尤卡蓝鸦 

  - 蓝头鹊属 
    - 银喉蓝头鹊 
    - 黑领蓝头鹊 
    - 青蓝头鹊 
    - 白喉蓝头鹊 
    - 小蓝头鹊 
    - 丽蓝头鹊 
    - 黑喉蓝头鹊 
    - 青绿蓝头鹊 
    - 白领蓝头鹊 

  - 蓝头鸦属 
    - 蓝头鸦

冠鸦（Platylophus galericulatus）在传统上被视为鸦科的一属，但在亲缘关系上，它可能更接近于丛鵙科（Malaconotidae）或伯劳科（Laniidae）；因此，目前冠鸦被视为所属不明而被归入鸦科。同样，褐背拟地鸦（Pseudopodoces humilis）实际上应被列入山雀科。

## 典型大小和式样
鸦科鸟类有圆形的鼻孔，鼻孔被羽毛覆盖，它们的尾羽和翼羽发达，雄性与雌性之间外部类似。温带的鸦科鸟类大多数是黑色的，有些有白色的部分，一些有发蓝色或者紫色反光的羽毛。大多数热带鸦科鸟类羽毛色彩鲜艳。鸦科鸟类有非常强的、坚固的喙，翼距一般在23至100厘米之间（页面存档备份，存于）。鸦属鸟类是雀形目中最大的鸟类，大小在50至70厘米之间，而体重在450克至1公斤之间。不同的种可以按大小、形状和地区分类。它们的粗糙的叫声类似（页面存档备份，存于）

## 社会行为
有些鸦科鸟类组成有组织的团体，比如穴乌有很强的社会级别，在孵卵时期组成群体。许多鸦科鸟类群体内部互相提供帮助（页面存档备份，存于）。
年轻的鸦科鸟参加复杂的社会和群体游戏。有时它们还会成群进行技巧性的攀枝或者飞行表演。
鸦科鸟类非常凶。比如蓝鵲会对任何威胁它们的巢的动物进行攻击。乌鸦甚至于会攻击狗、猫、渡鸦和猛禽。一般来说这样的攻击被用来分散其他动物的注意力以偷盗食物（页面存档备份，存于）。

## 食物和觅食习惯
鸦科鸟类是杂食性动物，它们的食物包括无脊椎动物、幼鸟、小的哺乳动物、浆果、水果、种子和尸体。但是许多鸦科鸟类，尤其是乌鸦，适应了与人类社会的共同生活，开始依靠人类社会的产物为食。在居住区附近的乌鸦的食物大多数包括人类的产品，比如面包、面条、烤土豆、犬食、三明治和其他饲料。由于人类食品生产过剩，导致了部分鸦科鸟类数目的增加。
冬季鸦科鸟类往往成群觅食（页面存档备份，存于）。乌鸦群尤其以其对谷物的破坏而著称。但是乌鸦也吃许多对农业有害的东西，比如害虫和杂草（页面存档备份，存于）。鸦科鸟类的喙无法撕肉和撕破动物的皮，这是为什么鸦科鸟类喜欢吃尸体的原因。

## 迁徙
鸦科鸟类的迁徙习惯与其食物来源有关，比如在能够获得足够的人类生产的食物的地区的鸦科鸟类一般定居。鸦科鸟类可以在多种不同的气候中生活，在温带它们身上的黑色羽毛为它们提供吸收阳光中的热量的能力（页面存档备份，存于）。在缺乏食物的时候鸦科鸟类也会突然迁徙（页面存档备份，存于）。过候鸟生活的鸦科鸟类在秋季（一般八月左右）组成大群，然后南迁（页面存档备份，存于）。

## 筑巢和繁殖
世界各地的鸦科鸟类均有聚群共栖的习惯，有些共栖的群可以含两千只鸟。鸦科鸟类的伴侣之间的联系非常强，有些鸟类的伴侣甚至是终身的。但即使在这样的情况下还是会出现与其他鸟交配的情况。鸦科的鸟雄雌一起在树上建筑大的巢。孵卵期内雄鸟经常喂雌鸟（页面存档备份，存于）。巢由许多由草和树皮交织在一起的树枝组成。鸦科鸟类每次可以产3至10枚卵，一般数目在4至7枚之间。卵一般呈绿色，带有棕色的斑点。孵出后幼鸟一般在巢内待六至十周（各种鸟各不相同）。雄鸟和雌鸟共同养护幼鸟。
鸦科鸟类寻找配偶的过程相当复杂，一般一只年轻的雄鸟要经过一系列测验，包括飞行技巧，后才会被一只雌鸟选中（页面存档备份，存于）。
不像其他许多鸟类那样，鸦科鸟类（尤其乌鸦）随人类的发展而扩展。乌鸦和渡鸦通过与人类社会之间的适应获得了很大的发展。与人类适应得最强的是美洲乌鸦。通过垦荒和建立含有许多浆果和昆虫的灌木丛人类为乌鸦提供了更多的食物。乌鸦和蓝雀往往选择垦荒后重新自然化的土地上的年轻的、繁茂的树筑巢。渡鸦一般选择比较密集的森林中的大树。
穴鸦可以在建筑物内或者兔穴中孵卵。

## 智慧
在所有鸟类中鸦科的大脑与身体之间的比例是最高的。其比例类似黑猩猩，几乎与海豚一样，比人类只小一点（页面存档备份，存于）。它们的智慧很明显地体现在它们的幼鸟相当长的发展期中。在这段长的发展期中幼鸟可以从它们的父母那里学到必要的技巧。由于大多数鸦科鸟类合作孵卵，它们的幼鸟可以从整个群的不同成员学习。有些学者认为鸦科是所有鸟中最聪明的。在实验室中鸦科鸟比其他食肉哺乳动物要聪明，其操作技巧几乎与猴一样高。一些智商测验认为鸦科是所有鸟中智商最高的（页面存档备份，存于）。
鸦科鸟类的觅食技巧、记忆能力、使用工具的能力和群体行为体现出了它们的智慧。很久以来在大的社会性的社群中生活就已经被看作是高智力的一个标志。在这样的群体中其成员必须能够区分其他成员的性别、年龄、繁殖力状态、级别，并必须不断更新这些数据。因此社会复杂性与高智力密切相关。
除此之外还有单个的关于鸦科智力的报道。比如有一只乌鸦据报道将核桃放在十字路口上，让过往的汽车来帮自己压碎它们，然后等红灯时安全地取食被压碎的核桃。鸦科鸟类也往往偷盗。它们会观察其他鸟隐藏食物，然后等这些鸟离开后去偷盗被隐藏的食物。有些鸦科的鸟将隐藏的食物不断地改变隐藏地来防止它们被偷盗。隐藏食物需要很好的记忆能力。据报道有的鸦科鸟类可以在九个月后依然找到它们隐藏的食物。有人认为它们使用垂直的路标（比如树）来记忆地点。
由于只有偷盗过其他鸟的鸦科动物才会使用更改它们的隐蔽处的方式来防止被偷盗，因此有人认为鸦科鸟类能够通过自己的经验来预言其他鸟的行为。这个能力至今为止只有人类才体现出来。实验证明有些乌鸦能够使用过去的经验来克服新的困难。
有些乌鸦能够致用树枝制作钩子来从树洞中吊出幼虫。不同地区的鸦科鸟类的工具也各不相同，这似乎说明它们有文化上的区别。在所有动物中只有猴有这样使用工具的能力。
使用草人来驱逐鸟类是一个在农业中常用的手段，但是由于鸦科动物非常聪明它们很快就识破了这个骗局。它们甚至往往栖息在草人上。虽然农民不断设法驱逐鸦科鸟类，但它们在数量和分布上不断扩大。

## 地理分布
除极地和南美洲最南端外世界各地均有鸦科动物。最近鸦科动物重新进入澳大利亚，导致了五个新的种和一个新的亚种的产生。

## 受威胁的物种
虽然大多数鸦科鸟类不受威胁（有些可能还是通过人的作用避免了灭绝的厄运），但是还是有少数鸦科鸟类受到威胁，比如在东南亚热带雨林被破坏的过程中也有鸦科鸟类受到灭绝的威胁。